# 小油坑
小油坑是位於臺灣北部陽明山國家公園內的一處火山噴氣孔，位於七星山西北麓，海拔約805公尺，亦為七星山登山口之一。
小油坑為凹口式的火山活動地形，噴氣孔終年有硫氣與蒸氣噴出，溫度頗高。其成因為火山活動終止之後，地底下仍然有殘留的熱能，這些餘熱加熱地底下殘留的氣體，使地底下累積之蒸氣壓力增大，最後在某些特定地點，如火山口或斷層附近爆破地面而出，造成爆裂口，小油坑即屬此類，為後火山作用所形成的地形。

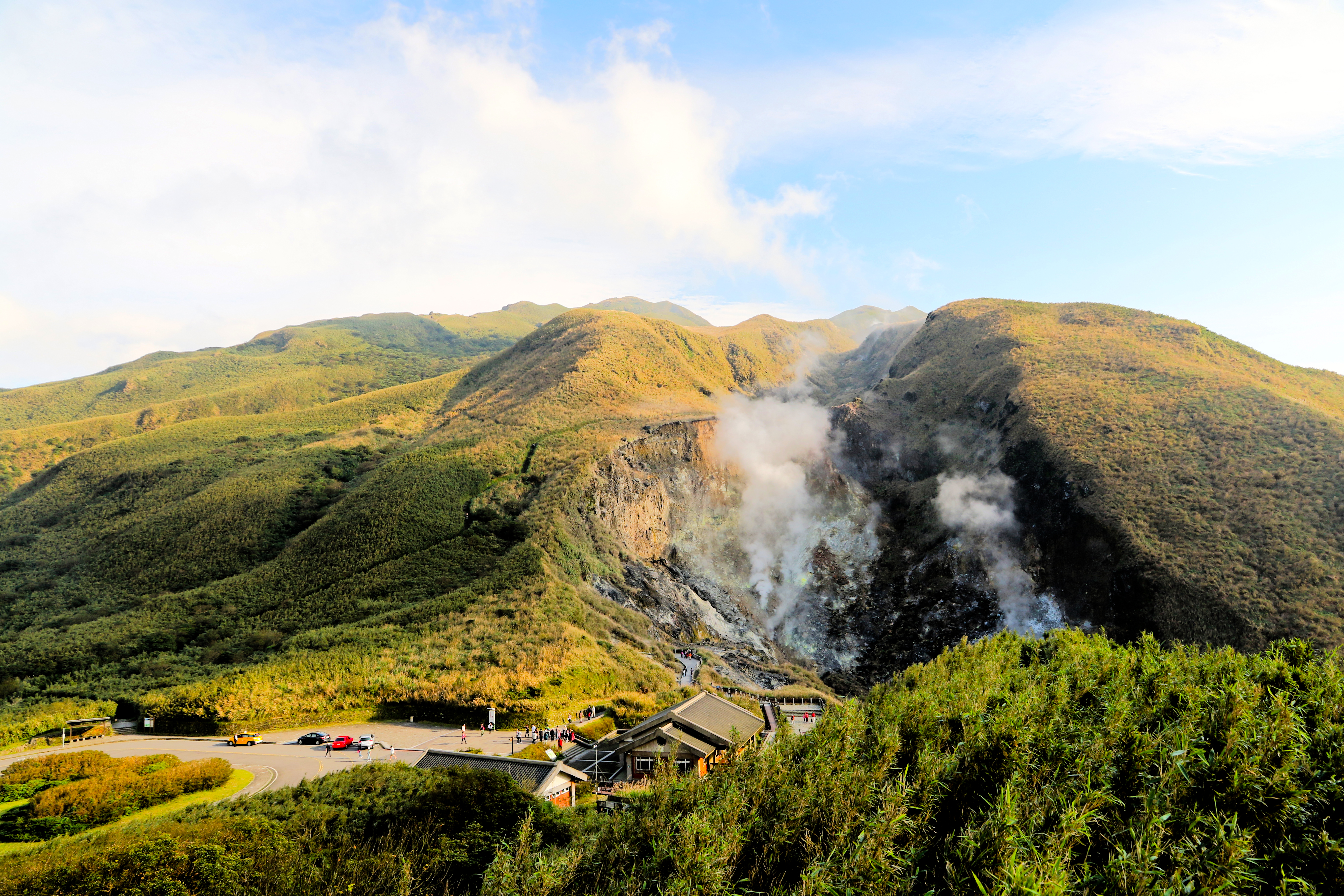
噴發口與遊客服務中心
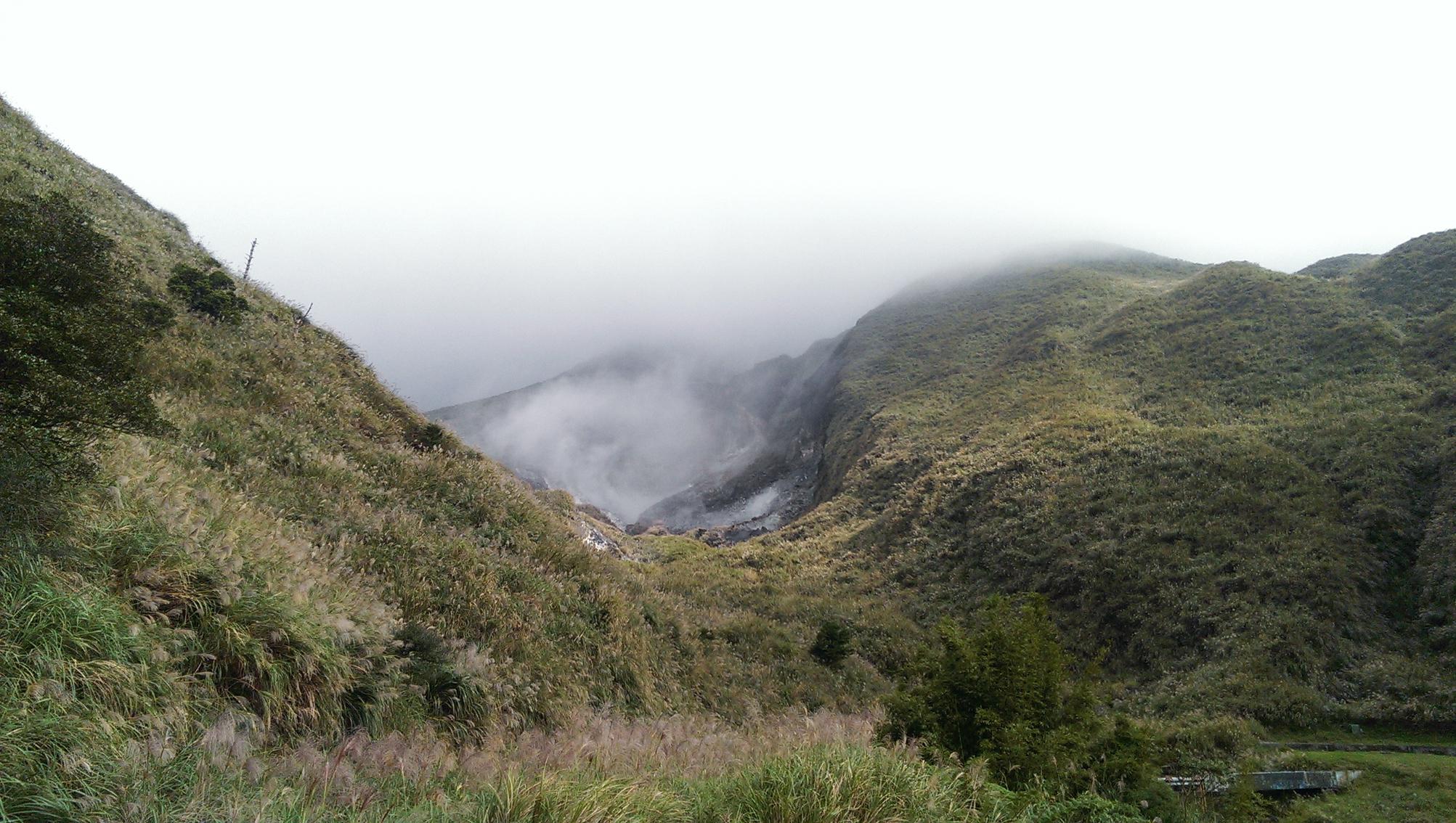
噴發口
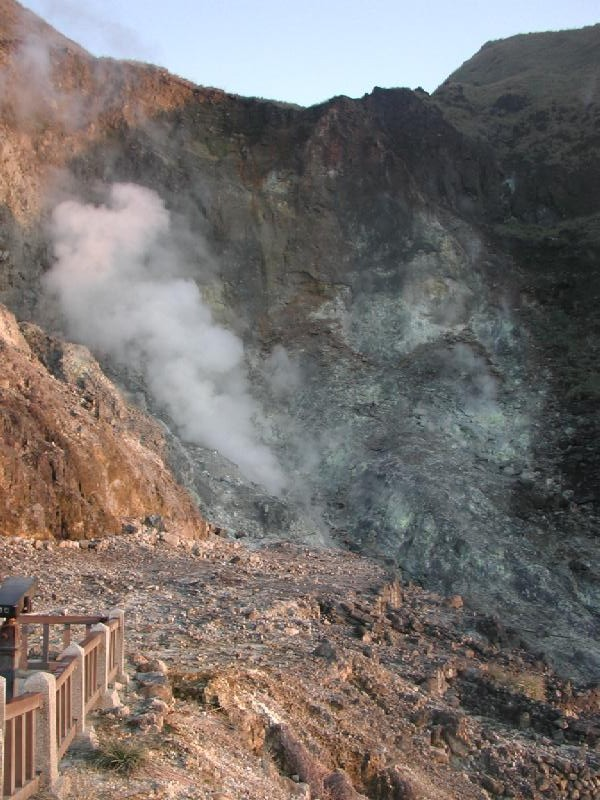
小油坑近觀
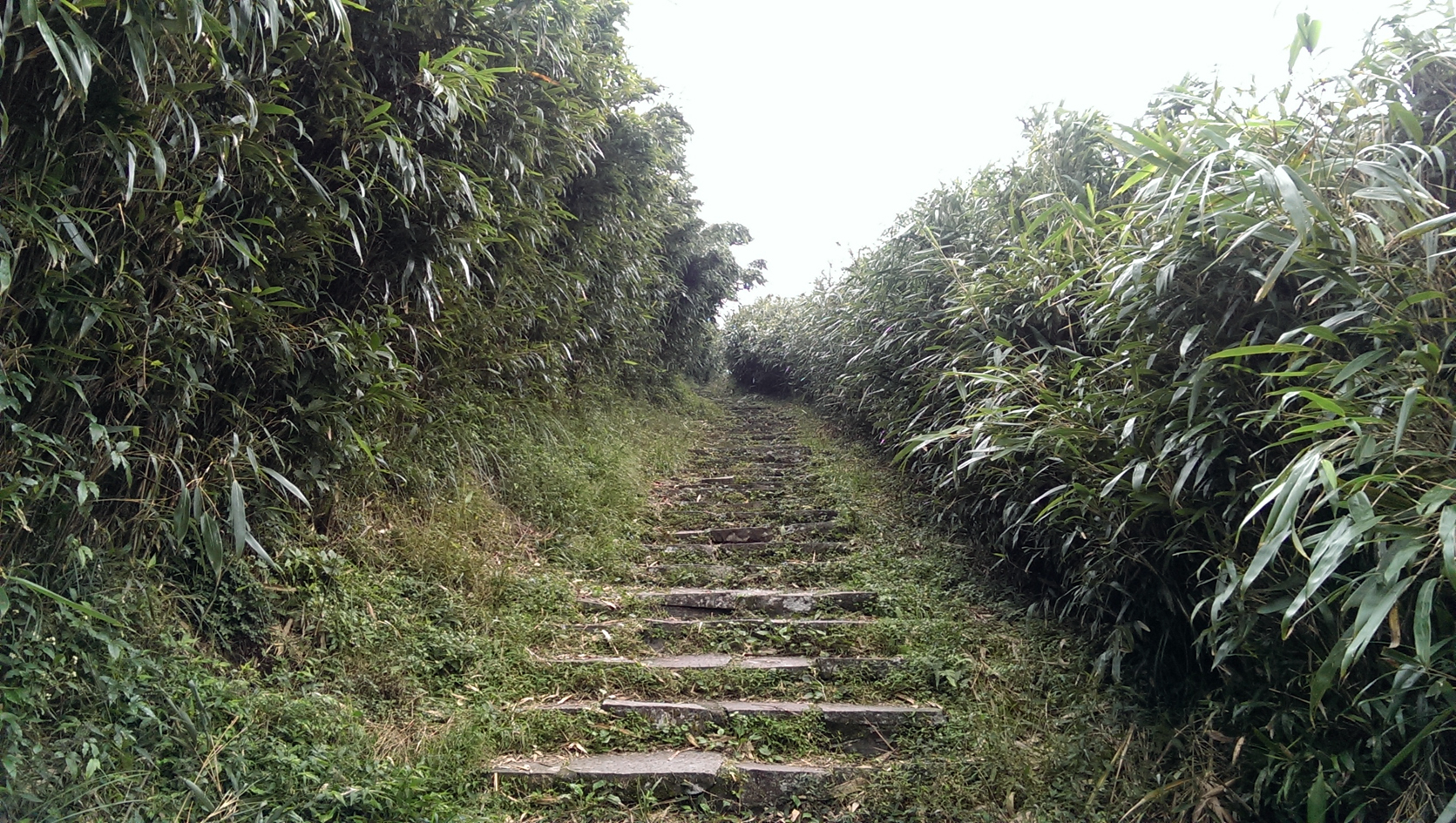
步道兩旁的包籜矢竹
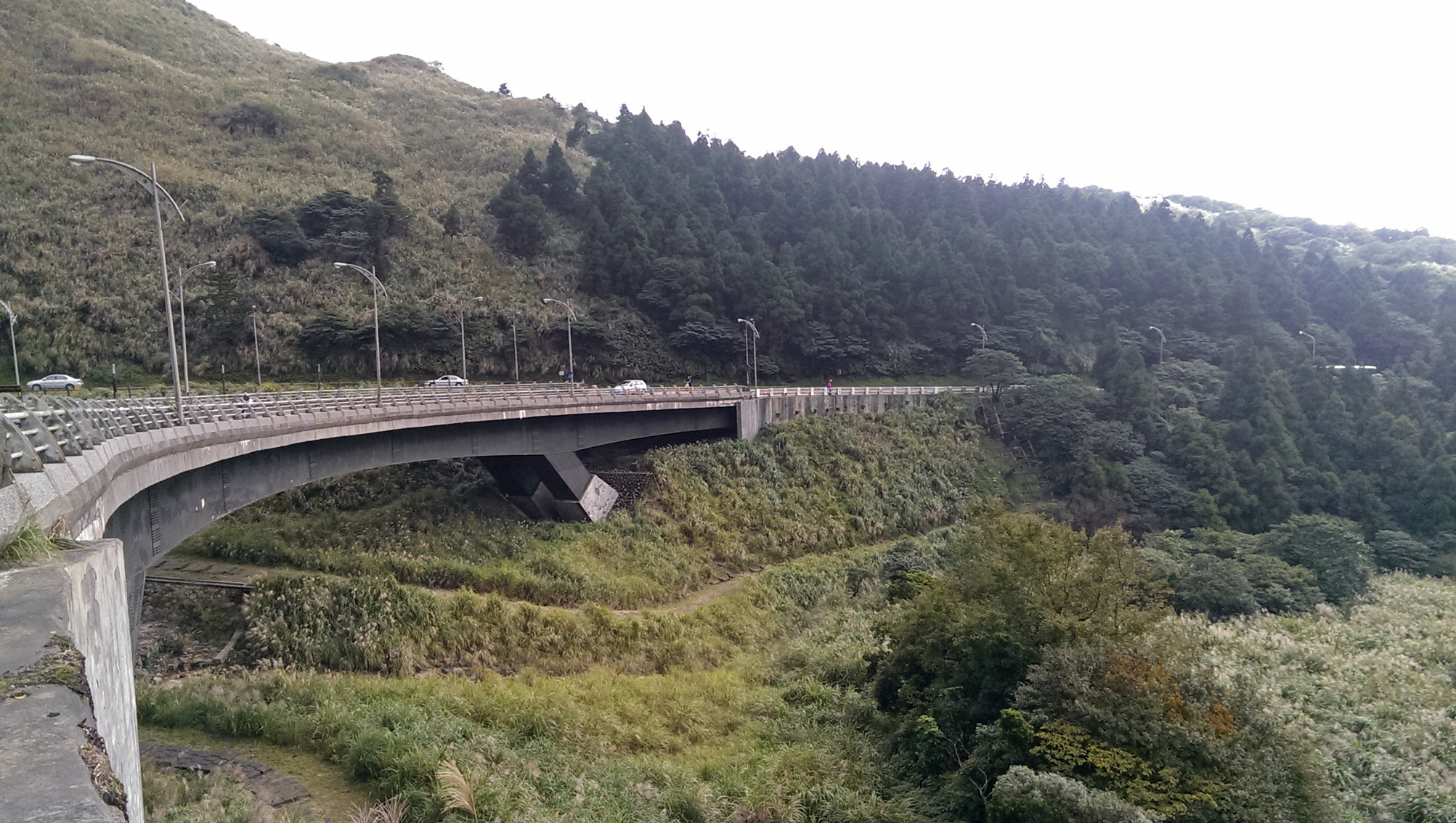
噴發口下方的小油坑橋